# Anna Barbara Giezendanner
Anna Barbara 'Babeli' Giezendanner (Ebnat-Kappel, 29 mei 1831 - Hemberg, 18 oktober 1905) was een Zwitserse kunstschilderes.

## Biografie
Anna Barbara Giezendanner was een dochter van Josef Giezendanner, een landbouwer, leraar en schepen. In 1861 huwde ze Ulrich Aemisegger, een schoenmaker en landbouwer. Via haar vader maakte ze kennis met schrijven en tekenen. Ze werkte voor Johann Georg Schmied, een lithograaf uit Lichtensteig. Na de dood van haar echtgenoot in 1873 voorzag ze in de behoeften van haar gezin door aan de slag te gaan als weefster en door haar talent voor tekenen en schilderen verder te ontwikkelen. Ze schilderde landschappen, weilanden, boerenhuizen, dorpsgezichten, souvenirkaarten enz. Van 1880 tot 1901 doolde ze rond op verschillende plaatsen, waarna ze zich in 1904 vestigde in Rheineck en een jaar later in Hemberg zou overlijden in een instelling. Als eerste vrouwelijke vertegenwoordiger van de boerenschilderkunst uit Toggenburg en Oost-Zwitserland liet ze een belangrijk œuvre na.

## Galerij

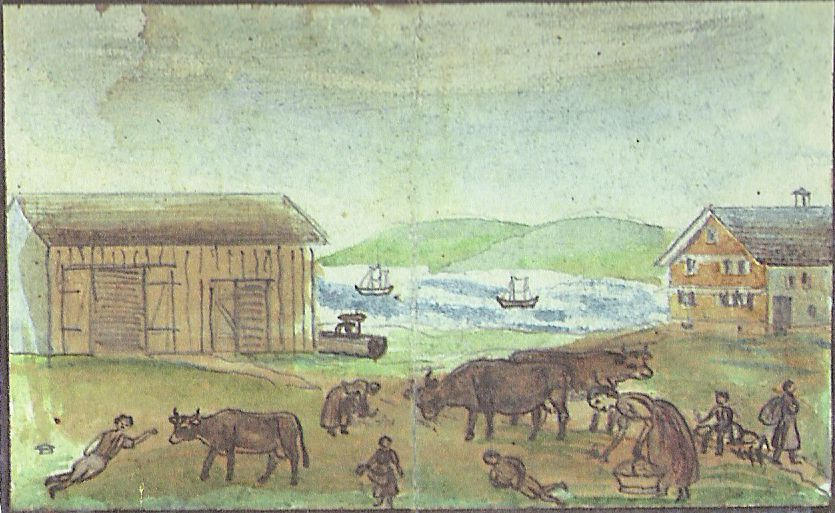
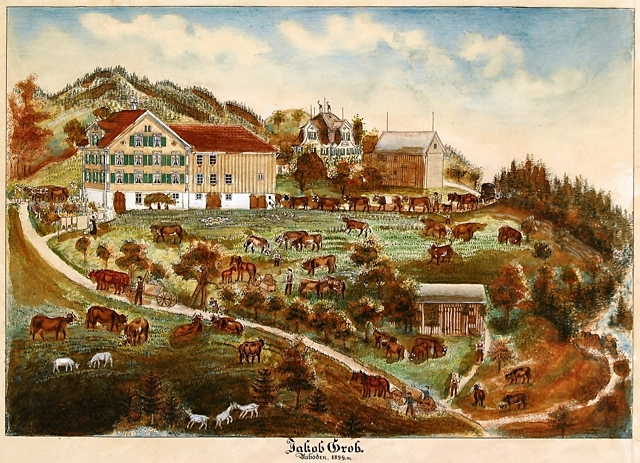
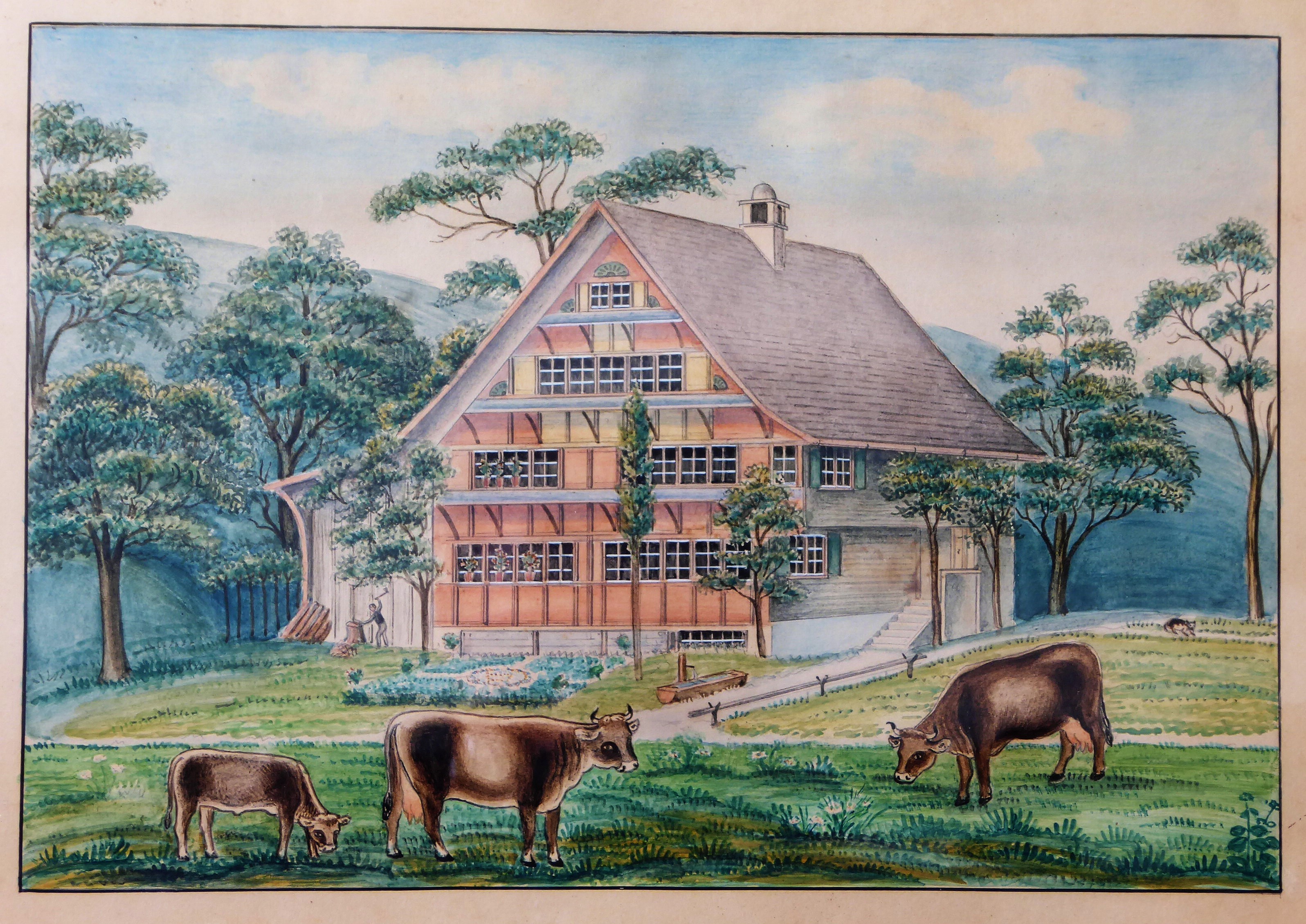
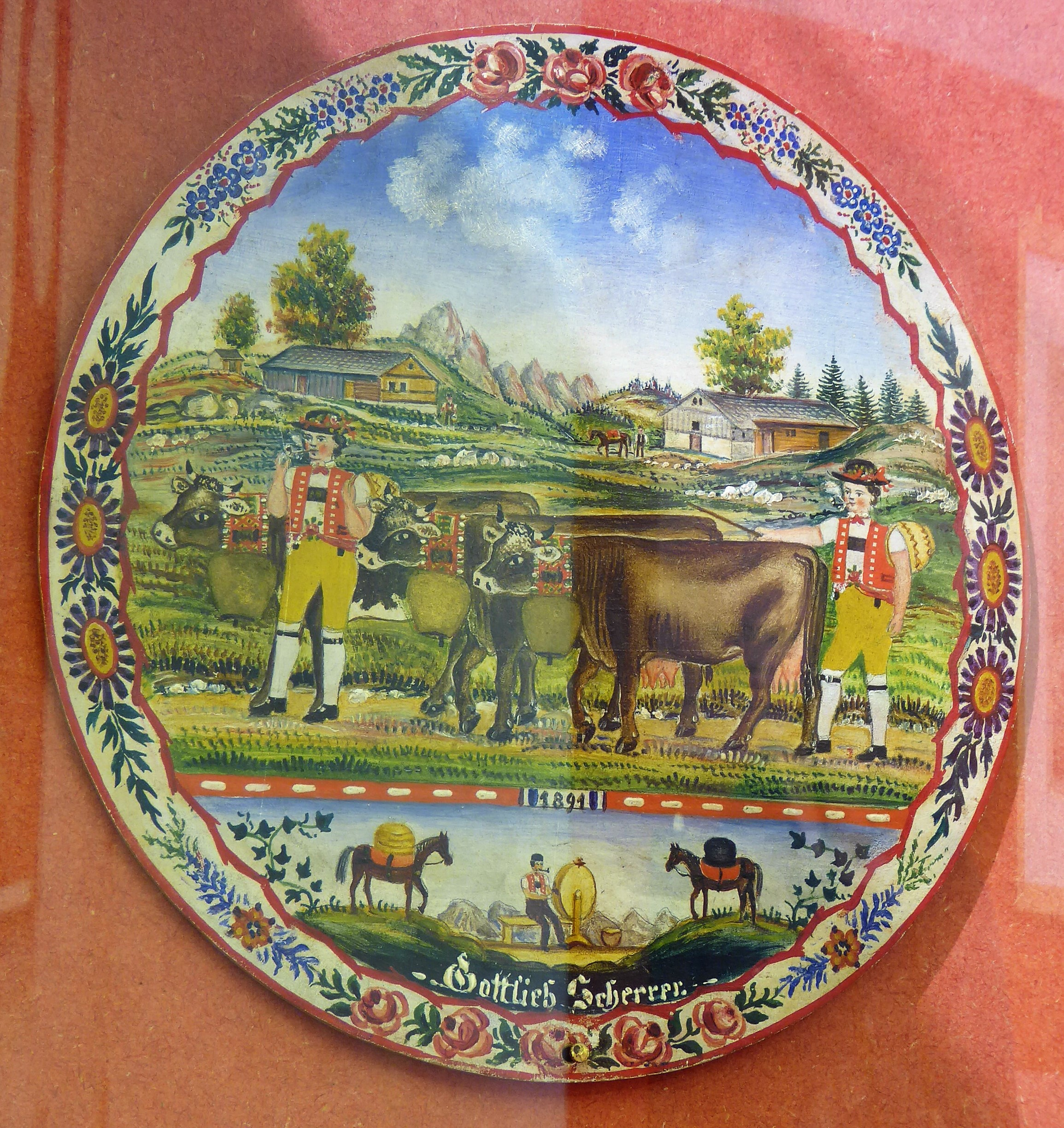
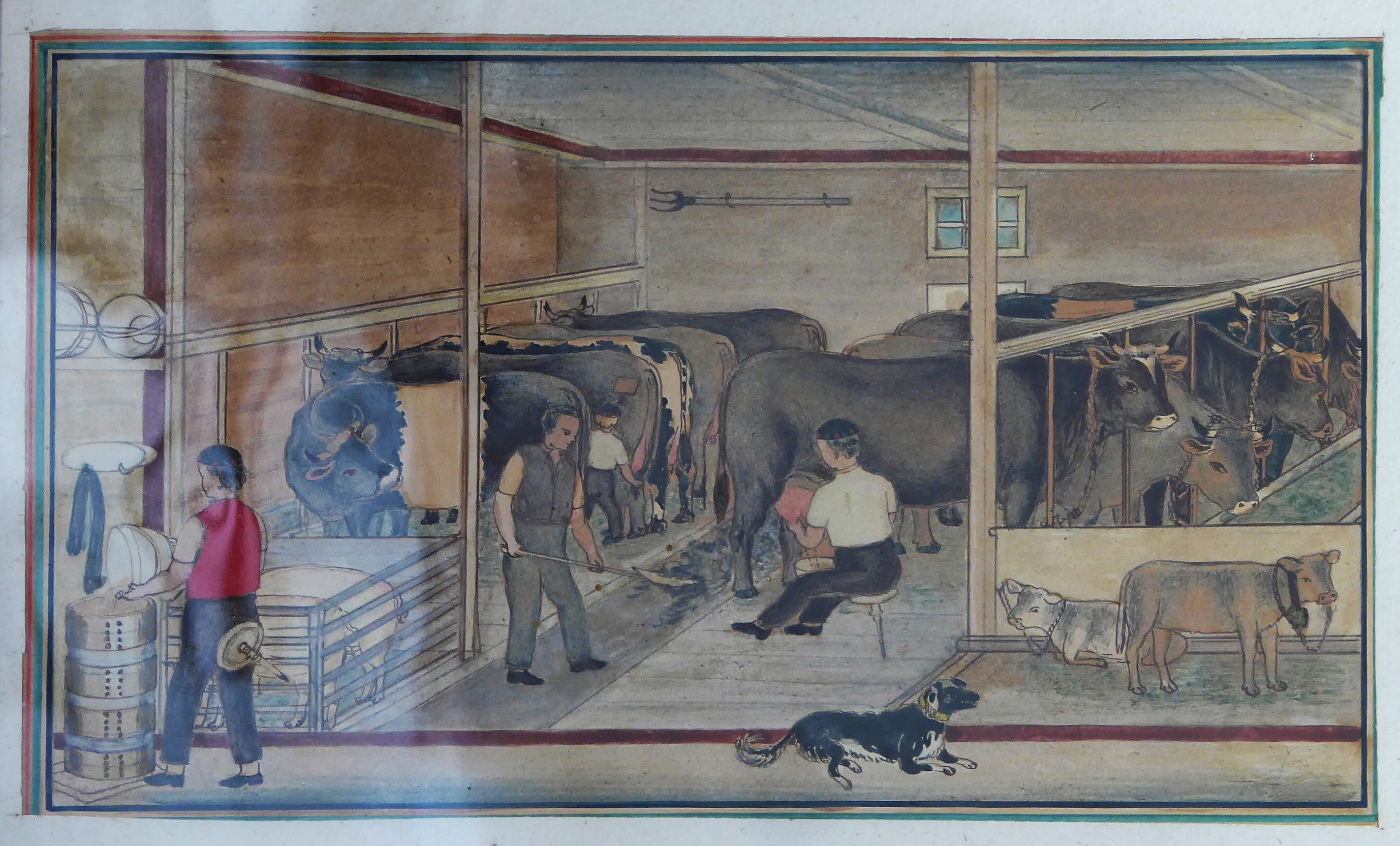
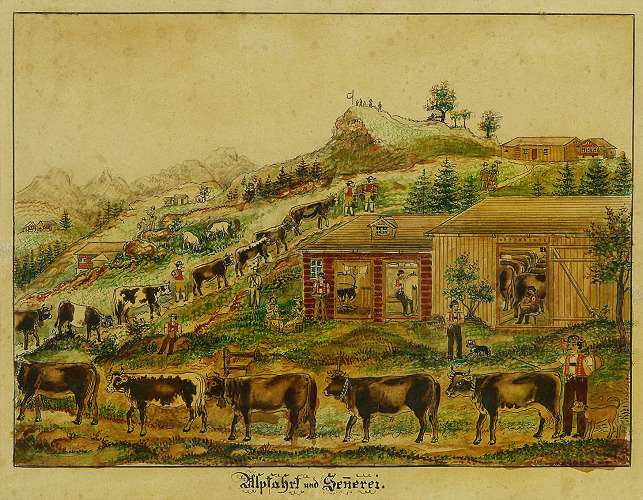